# Empogona ngalaensis
Empogona ngalaensis är en måreväxtart som först beskrevs av Elmar Robbrecht, och fick sitt nu gällande namn av James Tosh och Elmar Robbrecht. Empogona ngalaensis ingår i släktet Empogona och familjen måreväxter. Inga underarter finns listade i Catalogue of Life.